# Horst-Dieter Tscheuschner
Horst-Dieter Tscheuschner (* 2. September 1933 in Landsberg/Warthe, Provinz Brandenburg) ist ein deutscher Ingenieur für   Lebensmitteltechnik, Hochschullehrer der TU Dresden und Autor von Fachliteratur.

## Leben
Tscheuschner kam als Sohn des Brunnenbaumeisters Alfred Tscheuschner und dessen Ehefrau Emma geb. Schultz in Landsberg an der Warthe zur Welt. Vertreibung, Verlust von Heimat und kriegsbedingt des Vaters prägten seine Jugend. Er absolvierte ab 1955 ein Studium der Lebensmitteltechnologie  an der TH Dresden, ein Zusatzstudium 1961 bis 1963 an der Moskauer Akademie der Lebensmittelindustrie und wurde 1964 an der TU Dresden promoviert. Nach Industrietätigkeit als Entwicklungsingenieur habilitierte er sich an der TU Dresden 1968. Von 1967 bis 1992 leitete er das Institut für Lebensmitteltechnik der Sektion Verarbeitungs- und Verfahrenstechnik. Er profilierte die Fachrichtung „Lebensmitteltechnik“ und schuf entsprechende Fachliteratur.
Forschungsschwerpunkte von Tscheuschner, vorwiegend in Kooperation mit dem Maschinenbau-Kombinat „NAGEMA“, waren das kontinuierliche Conchieren von Schokoladenmassen mittels Hochschergradverfahren, Vor- und Auskristallisation von Schokoladenmassen sowie Verbesserung ihrer Fließeigenschaften, Teigverarbeitung, Backprozessoptimierung und Schnittbrotherstellung aus ofenheißem  Brot, Rheologie der Lebensmittel und Messmethoden. Er konzipierte und gründete 1978 das methodisch-diagnostische Zentrum „Rheologie und Textur der Lebensmittel“ als Forschungs- und Dienstleistungseinrichtung für die Praxis. Dazu wurde jährlich eine 6-wöchige Sommerschule für Interessenten aus wissenschaftlichen Institutionen und der   Praxis eingerichtet.
Zusätzlich hatte Tscheuschner von 1971 bis 1975 die Funktion des Direktors der  Sektion Verarbeitungs- und Verfahrenstechnik an der TU Dresden inne. Von 1975 bis 1990 war er Vorsitzender des Fachverbandes Lebensmittelindustrie der DDR, Ingenieurverbandes Kammer der Technik. Tscheuschner gründete 1992 das Ingenieurbüro für Lebensmitteltechnik und Rheologie in Dresden. Von 1995 bis zu seiner Pensionierung 1998 war Tscheuschner Leiter der Abteilung Verfahrenstechnik und Physik des Deutschen Instituts für Lebensmitteltechnik e.V. in Quakenbrück/Niedersachsen (DIL). Bis 2015 war er Gutachter für lebensmitteltechnische Problemstellungen am Europäischen Patentgericht und verschiedenen Amtsgerichten.

## Publikationen (Auswahl)
- 1974 Die Funktion von Verfahrens- und Verarbeitungstechnik bei der Gestaltung technologischer Verfahren der industriellen Lebensmittelproduktion (m. E. Heidenreich) in Lebensmittelindustrie 21(1974)H.10,S.435-439
- 1976 20 Jahre Lebensmitteltechnik an der TU Dresden in Lebensmitteltechnik (1976) H.11, S. 482–486
- 1977 Zusammenarbeit von Verarbeitungsmaschinen-Konstrukteur und Lebensmitteltechniker bei der Entwicklung moderner Anlagen für die Lebensmittelproduktion (m. H. Goldhahn)
- in Lebensmitteltechnik (1977)H.5, S. 205–208
- 1979 Rheologie – Grundlage der modernen Lebensmitteltechnik Berichtsband vom I. Kolloquium „Rheologie und Textur von Lebensmitteln“
- 1980 Taschenbuch Maschinenbau Bd. 3/II Kapitel III. Lebensmittelmaschinen (m. H. Liske, L. Linke, H.-J. Raeuber) Verlag Technik 1980
- 1980 Aufgaben des Methodisch-diagnostischen Zentrums (MdZ) „Rheologie“ (m. E.-O. Reher) in Technische Gemeinschaft (1980) H. 9
- 1981 Kontinuierliches Intensiv-Conchieren von Schokoladenmassen mit der Konticonche Typ 420 (m. G. Schebiella, H. Förster) in Kakao + Zucker (1981) H.5, S. 249–254
- 1984 Neue Temperiermaschine für kleine Durchsätze (m. U. Löser, D. Runge) in Kakao + Zucker (1984)H.4, S. 26–28
- 1986 Mechanische Modelle zur Beschreibung des Deformationsverhalten von Lebensmitteln und ihre Klassifizierung (m. Doan Du) in Technische Mechanik 7 (1986) H. 4, S. 43–50
- 1988 Rheological Properties of Chocolate masses and Chocolate (m. E. Markow) in Rheologica Acta (1988) Vol.26, S. 451–453
- 1991 Modelling of the Continuous High Shear Rate Conching Process for Chocolate (m. K Franke) in Journal of Food Engineering (1991) Vol 14 No 2, pages 103-115
- 1992 Automatic Monitoring of the Wheat Dough Kneading Process (m. T. Roller) in Proc. 9th International Cereal and Bread Congress, Paris 6/1992

## Auszeichnungen
- 1973: Verdienter Techniker des Volkes
- 1982: Nationalpreis der DDR im Kollektiv III. Klasse für Wissenschaft und Technik
- 1983: Goldene Ehrennadel der DDR-Ingenieurorganisation KDT (Kammer der Technik)
- 1989: Ehrendoktor der Universität für Gartenbau und Lebensmittelindustrie Budapest, Ungarn